# Giacomo De Martino (1849-1921)
Giacomo De Martino (Londra, 21 settembre 1849 – Bengasi, 23 novembre 1921) è stato un politico italiano.

## Biografia
Nato a Londra dal Nobile Giacomo Ambrogio (possidente, diplomatico, Ministro degli Esteri del Regno delle Due Sicilie), e da Emé Luisa Carlotta Roxelane d'Ehrenhoff, De Martino fu socio della Società geografica italiana (1867), Senatore, Governatore delle Colonie e fondatore dell'Istituto Coloniale italiano (1905).
Intrapresa la carriera politica, fu eletto Consigliere provinciale di Napoli, deputato (1890-1904) nella XVII e XVIII legislatura nel collegio di Napoli IV (Castellammare di Stabia) e dalla XIX alla XXI legislatura nel collegio di Napoli XII. Fu sottosegretario ai Lavori pubblici (1896-98) e agli Esteri (1901). Il 4 marzo 1905 fu nominato Senatore del Regno e nel 1920 fu investito del titolo di Conte da Vittorio Emanuele III. Archiviato il 4 marzo 2016 in Internet Archive..
Fu uno dei maggiori esponenti del colonialismo italiano. Dal 1910 al 1916, infatti, fu governatore della Somalia italiana per poi passare dal 16 settembre 1916 al 20 luglio 1919 a governatore dell'Eritrea; dal 5 agosto 1919, inoltre, fu governatore della Cirenaica, rimanendo in carica sino alla morte, avvenuta a Bengasi il 23 novembre 1921.